# دوكورو (لعبة فيديو)
دوكورو هي لعبة فيديو أكشن وألغاز طورتها غيم آرتس ونشرتها جونجهو، صدرت في 2012 على بلاي ستيشن فيتا ثم في 2013 على آي أو إس وأندرويد وأخيرا في 2014 على ويندوز.